# Linguaggio gay maschile
Il linguaggio gay maschile è stato al centro di numerosi stereotipi moderni, nonché di studi sociolinguistici, in particolare nell'inglese nordamericano. La ricerca scientifica ha scoperto caratteristiche foneticamente significative prodotte da molti uomini omosessuali e ha dimostrato che gli ascoltatori indovinano accuratamente l'orientamento sessuale di chi parla, suggerendo che non è una casualità. Storicamente, le caratteristiche del linguaggio maschile gay sono state fortemente stigmatizzate e il loro utilizzo può talvolta essere codificato in un numero limitato di contesti al di fuori del luogo di lavoro o di altri spazi pubblici.
La ricerca non supporta l'idea che il linguaggio gay adotti interamente caratteristiche del linguaggio femminile, piuttosto che adotta selettivamente alcune di quelle caratteristiche. Le caratteristiche del linguaggio gay sembrano essere modi di parlare appresi (piuttosto che innati), come molti aspetti del linguaggio, sebbene le loro origini e il processo di adozione da parte degli uomini rimangano poco chiari. Una caratteristica particolarmente rilevante è talvolta conosciuta come il sigmatismo gay, anche se i ricercatori confermano che tecnicamente non è una zeppola.
Esistono somiglianze tra il linguaggio gay maschile e quello di altri membri della comunità LGBTQ+. Le caratteristiche del linguaggio lesbico sono state confermate anche nel XXI secolo, sebbene siano molto meno notate socialmente rispetto alle caratteristiche del linguaggio maschile gay. Il linguaggio delle drag queen è un ulteriore argomento di ricerca e, sebbene alcune drag queen possano anche identificarsi come uomini gay, una descrizione dei loro stili linguistici potrebbe non essere così binaria (gay contro etero). Come in altre comunità emarginate, i codici linguistici possono essere profondamente legati alle comunità e/o alle sottoculture locali e intime.

## Inglese nordamericano
I linguisti hanno tentato di isolare esattamente ciò che rende l'inglese degli uomini gay distinto da quello di altri dati demografici sin dall'inizio del XX secolo, tipicamente contrastandolo con il linguaggio maschile etero o confrontandolo con quello femminile. In ricerche precedenti, i logopedisti spesso si concentravano sul tono acuto tra gli uomini, nella sua somiglianza con le donne, come un difetto. Poiché la comunità gay è composta da molte sottoculture più piccole, il linguaggio gay maschile non rientra in modo uniforme in un'unica categoria omogenea.

### "Zeppola" gay
Ciò che a volte viene colloquialmente descritto come "zeppola" gay è un modo di parlare associato ad alcuni maschi omosessuali che parlano inglese e forse anche altre lingue. Si tratta di una pronuncia marcata delle consonanti sibilanti (in particolare /s / e /z / ). Il logopedista Benjamin Munson e i suoi colleghi hanno sostenuto che la fricativa sibilante /s/ non è articolata male (e quindi, tecnicamente, non una zeppola) quanto una iperarticolazione della /s/. Nello specifico, è documentato che gli uomini gay pronunciano più frequentemente la /s/ con picchi spettrali, uno spettro estremamente distorto negativamente, e con una durata più lunga rispetto agli uomini eterosessuali. Tuttavia, non tutti gli uomini gay americani pronunciano la /s/ iperarticolata (forse meno della metà), e anche alcuni uomini che si identificano come eterosessuali producono questa caratteristica.

## Altre lingue
Uno studio su oltre 300 partecipanti belgi di lingua fiamminga-olandese, uomini e donne, ha rilevato una "prevalenza significativamente più alta" di una caratteristica simile alla "zeppola" negli uomini gay rispetto ad altri dati demografici. Diversi studi hanno anche esaminato e confermato le caratteristiche del linguaggio gay nello spagnolo portoricano e in altri dialetti dello spagnolo caraibico. Nonostante alcune somiglianze nel linguaggio associato agli uomini gay riscontrate a livello interlinguistico, è importante notare che le caratteristiche fonetiche che suggeriscono la percezione di omosessualità dell'ascoltatore sono probabilmente dipendenti dalla lingua e specifiche della lingua, e una caratteristica che viene attribuita all'omosessualità in una varietà linguistica o lingua potrebbe non avere lo stesso significato in una varietà linguistica o lingua diversa. Ad esempio, uno studio del 2015 che confronta il linguaggio percepito come omosessuale in tedesco e italiano rileva segnali acustici leggermente diversi per le lingue, nonché diversi gradi di correlazione tra il linguaggio percepito come omosessuale e il linguaggio di genere atipico.